# Tu chercheras mon visage
Tu chercheras mon visage (titre original en anglais Seek My Face) est le vingtième roman de l'écrivain américain John Updike, paru originellement en 2002 et publié dans sa traduction française en 2006 aux éditions du Seuil.
Ce roman est constitué par l'interview que donne, à la fin de sa vie, Hope, femme de plusieurs peintres qui ont marqué l'art moderne américain dans les années 1940–1960 et peintre elle-même. En répondant aux questions d'une jeune journaliste la vieille dame recluse dans sa maison du Vermont va se remémorer le parcours de sa vie.

## Résumé
D'abord jeune peintre prometteuse à la fin des années 1930, Hope épouse Zac Mccoy (transposition de Jackson Pollock) qu'elle accompagne dans sa recherche artistique marquée par le dripping et l'action painting. Elle évoque leur vie difficile et intime dans une ferme perdue du Vermont où s'est installé le couple et dessine le portrait de l'artiste qui révolutionne dans un quasi anonymat la peinture moderne. Elle montre à la fois l'aspect fruste du peintre, sa force créatrice et son alcoolisme destructeur.
Elle évoque aussi les peintres avec lesquels le couple reste en contact et après la mort de Zack dans un accident de voiture, son mariage avec Guy Holloway dans lequel on reconnaît Andy Warhol. Accompagnant là encore la création du maître du pop-art et éclairant leur vie commune avec leurs trois enfants, elle témoigne de la vie artistique new-yorkaise et de ses débordements. Elle divorce finalement et finit sa vie avec Jerry, un homme d'affaires et amateur d'art dont elle partage la complicité.
Après le départ de la journaliste, Hope, rendue à la solitude de la vieillesse et méditant sur le passage du temps, se réfugie dans des souvenirs de sa petite enfance.

## Analyse et commentaires
Il s'agit d'un roman à clés qui de manière explicite éclaire une période de l'art américain du XXe siècle, d'abord avec la génération de Jackson Pollock et l'Action Painting puis avec Andy Warhol et le Pop-Art. À côté de ces grandes figures on reconnaît d'autres artistes comme Rauschenberg ou de Kooning ainsi que des galeristes et des critiques d'art comme Peggy Guggenheim.
Le lien romanesque entre ces artistes est constitué par un personnage de femme qui reprend d'assez près, pour la première partie, la figure de Lee Krasner, la femme de Jackson Pollock. Le mariage avec Andy Warhol relève quant à lui du roman et reprend d'autres personnages réels.
À travers cette femme elle-même artiste, l'auteur entre dans la démarche de la création artistique avec authenticité et ouvre une réflexion sur l'Art et la quête de la Beauté qui dépasse un cadre spatio-temporel défini.
Le roman est sans coupure ni respiration typographique comme une longue évocation des faits et des années qui s'enchaînent pour constituer le bilan d'une vie, et au-delà le bilan d'une période artistique que John Updike semble connaître de très près.
Le rapport de Hope avec la jeune journaliste est également intéressant : l'agacement de la vieille artiste devant la jeune femme moderne aux dents longues fait peu à peu place à une proximité féminine qui apaise la fin de la discussion et accentue la solitude finale de celle qui vient de reparcourir sa vie, évoquant aussi bien son intimité affective et sexuelle que sa participation au monde l'art.Ainsi le dévoilement annoncé par le titre du roman a-t-il pu avoir lieu.
On peut rapprocher ce roman de John Updike du film mis en scène et interprété par l'acteur Ed Harris, Pollock, sorti en 2000 aux États-Unis et en 2003 en France. L'actrice Marcia Gay Harden obtiendra d'ailleurs un oscar pour son interprétation du rôle de Lee Krasner, la femme du peintre dont s'est inspiré en partie le romancier de Tu chercheras mon visage.